# Oculocincta squamifrons
El anteojitos pigmeo (Oculocincta squamifrons) es una especie de ave paseriforme de la familia Zosteropidae, la única de su género. Es endémica de la isla de Borneo (Indonesia y Malasia Oriental).

## Distribución geográfica yhábitat
Es endémica del piedemonte y bosques montanos inferiores del norte y el interior de Borneo.

## Comportamiento
Se alimenta de bayas, frutos, semillas e insectos, formando pequeñas bandadas de 4 a 8 ejemplares. Para alimentarse se asocia a veces con otras especies, incluidos otros anteojitos, tórtolas cuco, yuhinas y erpornises. La especie es común pero difícil de observar.